# Vương tộc Glücksburg
Vương tộc Glücksburg (tiếng Đan Mạch Slesvig-Holsten-Sønderborg-Lyksborg, cũng viết Glücksborg), Glücksburg là từ viết rút gọn của Schleswig-Holstein-Sonderburg-Glücksburg, là tên của một nhánh gia đình thuộc Nhà Oldenburg, có nguồn gốc từ Đức, các thành viên của vương tộc tộc này đã cai trị nhiều thời điểm khác nhau ở Anh, Đan Mạch, Na Uy, Hy Lạp và một số nhà nước thuộc phía Bắc của Đế quốc La Mã Thần thánh và Đế quốc Đức.
Nữ vương Margrethe II của Đan Mạch, Vua Harald V của Na Uy, cựu vương Konstantine II của Hy Lạp, cựu Vương hậu Anne-Marie của Hy Lạp, Vương hậu Sofía của Tây Ban Nha và Vua Charles III của Anh đều là những thành viên thuộc Vương tộc Glücksburg.
Tên của vương tộc được đặt theo tên đô thị Glücksburg thuộc miền Bắc nước Đức ngày nay. Nó là một nhánh của Nhà Oldenburg. Các thành viên của vương tộc này là hậu duệ của Bá tước Christian Oldenburg, người đã trở thành vua của Đan Mạch năm 1448 và vua của Na Uy trong năm 1450. Tuy nhiên nhà Oldenburg và cũng như Nhà Schleswig-Holstein-Sonderburg-Augustenburg đã tuyệt tự dòng nam vào năm 1863 và 1931, do đó Nhà Glücksburg bây giờ là nhánh còn lại duy nhất của Nhà Oldenburg.

## Lịch sử
Gia tộc này gọi mình là Glücksburg, theo tên của một thị trấn nhỏ ven biển ở Công quốc Schleswig, nơi này có một cái vịnh hẹp tên là Flensburg, nó tạo thành một phần biên giới giữa Đức và Đan Mạch. Chiều dài của nó là từ 40 đến 50 km, tùy thuộc vào nơi nó được coi là bắt đầu.
Năm 1564, chắt của Christian I là Vua Frederick II đã phân phối lại các thái ấp của Schleswig và Holstein, ông giữ lại một số vùng đất cho dòng dõi hoàng gia cao cấp của mình trong khi đó giao Glücksburg cho người em trai là Công tước John Trẻ (1545–1622), cùng với Sønderborg. Những người thừa kế của John chia nhỏ hơn nữa phần đất của họ và tạo ra các chi nhánh khác nhau, một dòng dõi của các công tước Schleswig-Holstein-Sonderburg tại Beck (một khu đất gần Giáo phận vương quyền Minden được gia đình mua vào năm 1605), vẫn còn là chư hầu của các vị vua Đan Mạch.
Đến năm 1825, lâu đài Glücksburg đã trở lại vương miện Đan Mạch (từ một nhánh công tước khác có tên là Glücksburg, đã tuyệt tự dòng Nam vào năm 1779) và được Vua Frederick VI ban tặng cùng với tước hiệu công tước mới cho người bà con Frederick của Schleswig-Holstein-Sonderburg-Beck. Frederick gắn tên lãnh thổ vào tước hiệu công tước mà ông đã nắm giữ, thay cho "Beck" (thực tế là gia đình có bất động sản được bán vào năm 1745). Do đó, nổi lên các Công tước Schleswig-Holstein-Sonderburg-Glücksburg'.
Dòng dõi các vị vua thuộc Vương tộc Oldenburg của Đan Mạch đã tuyệt tự dòng nam vào năm 1863, và dòng trưởng của dòng họ Schleswig-Holstein cũng đã tuyệt tự sau cái chết của Công tước Augustenburg cuối cùng vào năm 1931. Sau đó, Nhà Glücksburg trở thành dòng cao cấp còn sót lại của Nhà Oldenburg. Một dòng khác của Oldenburg, Công tước của Holstein-Gottorp, bao gồm hai nhánh giữ chủ quyền vào thế kỷ XX. Nhưng các thành viên của dòng Romanov đã bị hành quyết hoặc bị lưu đày khỏi Đế quốc Nga của họ vào năm 1917, trong khi Đại công quốc Oldenburg bị bãi bỏ vào năm 1918, sau khi Đế quốc Đức thất bại trong Chiến tranh Thế giới thứ nhất.
Cả Công tước Beck và Glücksburg đều không phải là những nhà cai trị có chủ quyền; họ nắm giữ các vùng đất nằm trong thái ấp mà Công tước Schleswig và Holstein cai trị, tức là các vị Vua của Đan Mạch (cho đến năm 1773) và các Công tước của Holstein-Gottorp.

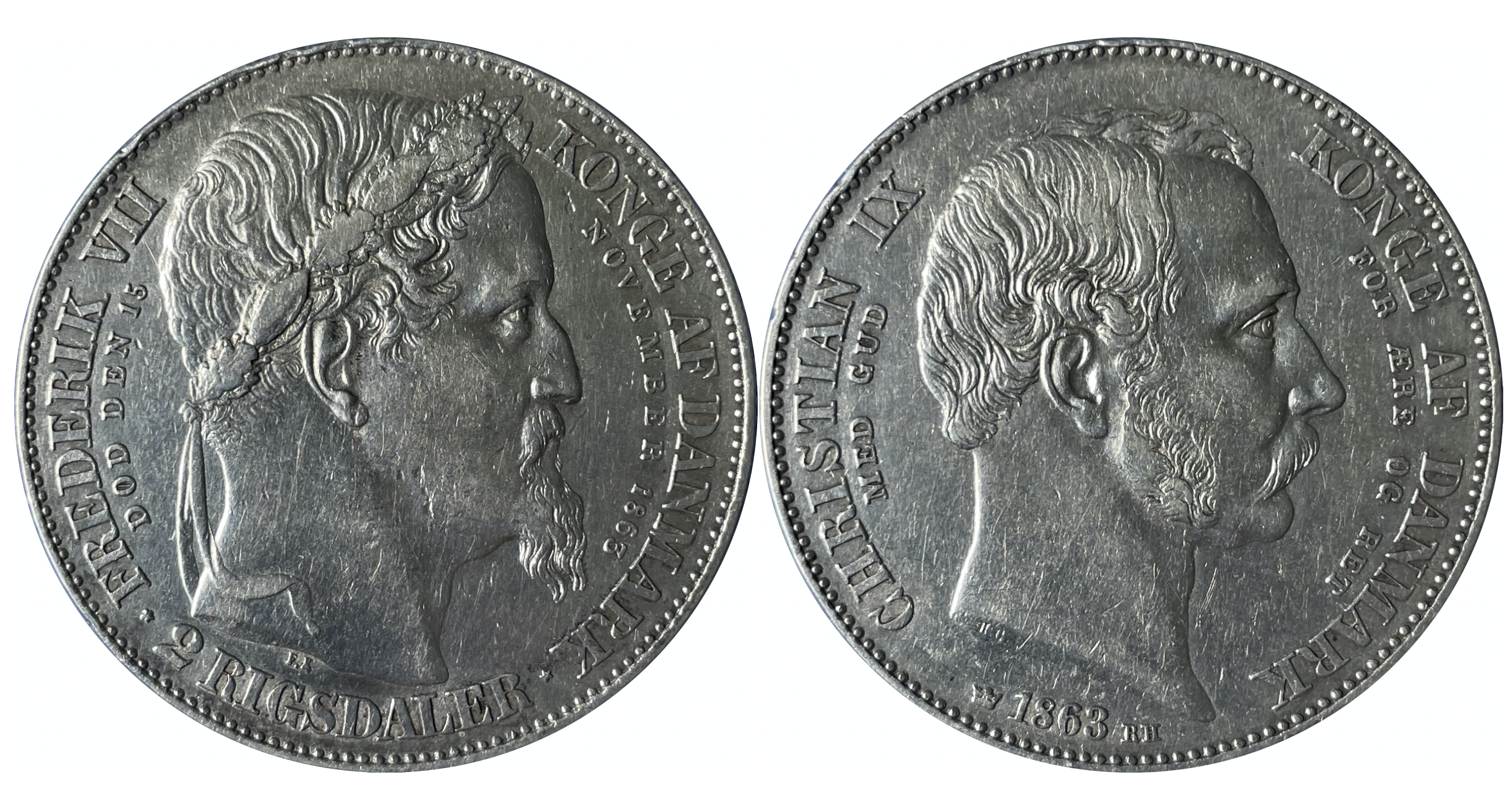
Xu bạc: 2 rigsdaler Đan Mạch kỷ niệm Nhà Glücksburg lên thay Nhà Oldenburg trị vì Đan Mạch, mặt trước xu là chân dung cựu vương Frederik VII và mặt sau là chân dung tân vương Christian IX

Hoàng tử Christian của Schleswig-Holstein-Sonderburg-Glücksburg, con trai thứ tư của Công tước Friedrich của Glücksburg, được Nghị định thư London năm 1852 thừa nhận là người kế vị của Vua Frederik VII của Đan Mạch. Ông trở thành Vua Đan Mạch với vương vị là Christian IX vào ngày 15 tháng 11 năm 1863.
Hoàng tử Vilhelm, con trai thứ hai của Thái tử Christian và Công chúa Luise, được bầu làm Vua của Hellenes vào ngày 30 tháng 3 năm 1863, kế vị Wittelsbach Otto bị lật đổ. Ông lên ngôi vua Hy Lạp với vương hiệu George I.
Hoàng tử Carl, con trai thứ hai của Frederick VIII của Đan Mạch (con trai cả của Christian IX), trở thành Vua Na Uy vào ngày 18 tháng 11 năm 1905 với vương hiệu Haakon VII.
Các con gái của Christian IX là Alexandra của Đan Mạch và Dagmar của Đan Mạch lần lượt trở thành vợ của Edward VII của Anh và Aleksandr III của Nga. Kết quả là vào năm 1914, hậu duệ của Vua Christian IX đã nắm giữ vương miện của một số vương quốc châu Âu, và ông được gọi là "Cha vợ của châu Âu".
Anh trai của Christian IX thừa kế quyền đứng đầu chính thức của gia tộc với tên gọi Karl, Công tước của Schleswig-Holstein-Sonderburg-Glücksburg. Các hậu duệ của ông hiện đại diện cho dòng cao cấp của chi nhánh Schleswig-Holstein của Nhà Oldenburg.

## Tổ tiên của Công tước Friedrich Wilhelm
1. Elimar I, Bá tước của Oldenburg
2. Elimar II, Bá tước của Oldenburg
3. Christian I, Bá tước của Oldenburg (Christian the Quarrelsome)
4. Maurice, Bá tước của Oldenburg
5. Christian II, Bá tước của Oldenburg
6. John I, Bá tước của Oldenburg
7. Christian III, Bá tước của Oldenburg
8. John II, Bá tước của Oldenburg
9. Conrad I, Bá tước của Oldenburg
10. Christian V, Bá tước của Oldenburg
11. Dietrich, Bá tước của Oldenburg
12. Christian I của Đan Mạch
13. Frederick I của Đan Mạch
14. Christian III của Đan Mạch
15. John II, Công tước của Schleswig-Holstein-Sonderburg
16. Alexander, Công tước của Schleswig-Holstein-Sonderburg
17. August Philipp, Công tước của Schleswig-Holstein-Sonderburg-Beck
18. Frederick Louis, Công tước của Schleswig-Holstein-Sonderburg-Beck
19. Peter August, Công tước của Schleswig-Holstein-Sonderburg-Beck
20. Karl Anton August, Hoàng tử của Schleswig-Holstein-Sonderburg-Beck
21. Friedrich Karl Ludwig, Công tước của Schleswig-Holstein-Sonderburg-Beck
22. Friedrich Wilhelm, Công tước của Schleswig-Holstein-Sonderburg-Glücksburg

## Schleswig-Holstein-Sonderburg-Glücksburg

Huy hiệu của các Công tước Schleswig-Holstein

Các Công tước của Schleswig-Holstein-Sonderburg-Glücksburg tạo thành dòng nam cao cấp của chi nhánh. Họ nắm giữ quyền đứng đầu nhánh Glücksburg, trong khi đó, quyền đứng đầu chế độ phụ hệ của Nhà Oldenburg thuộc về Christoph, Hoàng tử của Schleswig-Holstein.
| Portrait                           | Name                                                                      | Life      | Reign     |
| ---------------------------------- | ------------------------------------------------------------------------- | --------- | --------- |
|                                    | Friedrich Wilhelm, Công tước của Schleswig-Holstein-Sonderburg-Glücksburg | 1785–1831 | 1825–1831 |
|                                    | Karl, Công tước của Schleswig-Holstein-Sonderburg-Glücksburg              | 1813–1878 | 1831–1878 |
|                                    | Friedrich, Công tước của Schleswig-Holstein-Sonderburg-Glücksburg         | 1814–1885 | 1878–1885 |
| Tập tin:DukeFRIEDRICHFERDINAND.jpg | Friedrich Ferdinand, Công tước của Schleswig-Holstein                     | 1855–1934 | 1885–1934 |
| Tập tin:PrinceFriedrich2.jpg       | Wilhelm Friedrich, Công tước của Schleswig-Holstein                       | 1891–1965 | 1934–1965 |
|                                    | Peter, Công tước của Schleswig-Holstein                                   | 1922–1980 | 1965–1980 |
|                                    | Christoph, Hoàng tử của Schleswig-Holstein                                | 1949–2023 | 1980–2023 |
|                                    | Friedrich Ferdinand, Hoàng tử Schleswig-Holstein                          | 1985–     | 2023–nay  |

Trữ quân là Friedrich Ferdinand, Thế tử của Schleswig-Holstein (sinh năm 1985).

## Đan Mạch

Vương hiệu của Nữ vương Đan Mạch

Năm 1853, Vương tử Christian của Schleswig-Holstein-Sonderburg-Glücksburg trở thành người thừa kế ngai vàng của Vương quốc Đan Mạch, và vào năm 1863, ông lên ngôi lấy vương hiệu là Christian IX. Ông là con trai thứ tư của Friedrich Wilhelm, Công tước Schleswig-Holstein-Sonderburg-Glücksburg, người có anh trai (và hậu duệ dòng dõi nam) giữ lại Công quốc Glücksburg. Hoàng gia Đan Mạch tự gọi mình là Glücksborg/Glücksburg.
| Ảnh | Tên            | Sinh-mất   | Tại vị     | Tước vị bổ sung |
| --- | -------------- | ---------- | ---------- | --- |
|     | Christian IX   | 1818 –1906 | 1863 –1906 | Vua của người Wend Vua của người Goth Công tước của Schleswig, Holstein, Stormarn, Dithmarschen, Lauenburg và Oldenburg Trước khi lên ngôi: Hoàng tử của Schleswig-Holstein-Sonderburg-Glücksburg (tiếng Đan Mạch: Prins af Slesvig-Holsten-Sønderborg-Glückborg) |
|     | Frederick VIII | 1843 –1912 | 1906 –1912 | Vua của người Wend Vua của người Goth Công tước của Schleswig, Holstein, Stormarn, Dithmarschen, Lauenburg và Oldenburg |
|     | Christian X    | 1870 –1947 | 1912 –1947 | Vua của Iceland (1918–1944) Vua của người Wend Vua của người Goth Công tước của Schleswig, Holstein, Stormarn, Dithmarschen, Lauenburg và Oldenburg |
|     | Frederick IX   | 1899 –1972 | 1947 –1972 | Vua của người Wend Vua của người Goth Công tước của Schleswig, Holstein, Stormarn, Dithmarschen, Lauenburg và Oldenburg |
|     | Margrethe II   | 1940 – nay | 1972 – nay | |

Người thừa kế của Margrethe II là Frederik X của Đan Mạch (sinh năm 1968), thuộc dòng dõi của Nhà Monpezat (xem thêm tại: Danh sách kế vị ngai vàng hoàng gia Đan Mạch). Mặc dù không còn thành viên Nam nào của dòng tộc Glũcksburgs cư trú ở Đan Mạch, nhưng có những hậu duệ của Christian IX đã kết hôn mà không được phép của quốc vương, do đó họ bị tước bỏ địa vị hoàng gia.

## Hy Lạp
Năm 1863, Hoàng tử Wilhelm của Đan Mạch được bầu làm Vua của Hellenes theo sự tiến cử của các Cường quốc Châu Âu. Ông là con trai thứ 2 của Vua Christian IX của Đan Mạch. Wilhelm lên ngôi vua với vương hiệu Georgios I của Hy Lạp.
| Chân dung | Tên            | Sinh - mất  | Tại vị                | Tước vị bổ sung                                                                   |
| --------- | -------------- | ----------- | --------------------- | --------------------------------------------------------------------------------- |
|           | Georgios I     | 1845 –1913  | 1863 –1913            | Vương tử của Đan Mạch Hoàng tử của Schleswig-Holstein-Sonderburg-Glücksburg       |
|           | Constantine I  | 1868 –1923  | 1913 –1917 1920 –1922 | Vương tôn của Đan Mạch Hoàng tử của Schleswig-Holstein-Sonderburg-Glücksburg      |
|           | Alexander      | 1893 –1920  | 1917 –1920            | Vương tằng tôn của Đan Mạch Hoàng tử của Schleswig-Holstein-Sonderburg-Glücksburg |
|           | George II      | 1890 –1947  | 1922 –1924 1935 –1947 | Vương tằng tôn của Đan Mạch Hoàng tử của Schleswig-Holstein-Sonderburg-Glücksburg |
|           | Paul           | 1901 –1964  | 1947 –1964            | Vương tằng tôn của Đan Mạch Hoàng tử của Schleswig-Holstein-Sonderburg-Glücksburg |
|           | Constantine II | 1940 – 2023 | 1964 –1973            | Vương tằng tôn của Đan Mạch Hoàng tử của Schleswig-Holstein-Sonderburg-Glücksburg |

Huy hiệu của Vua của người Hellenes

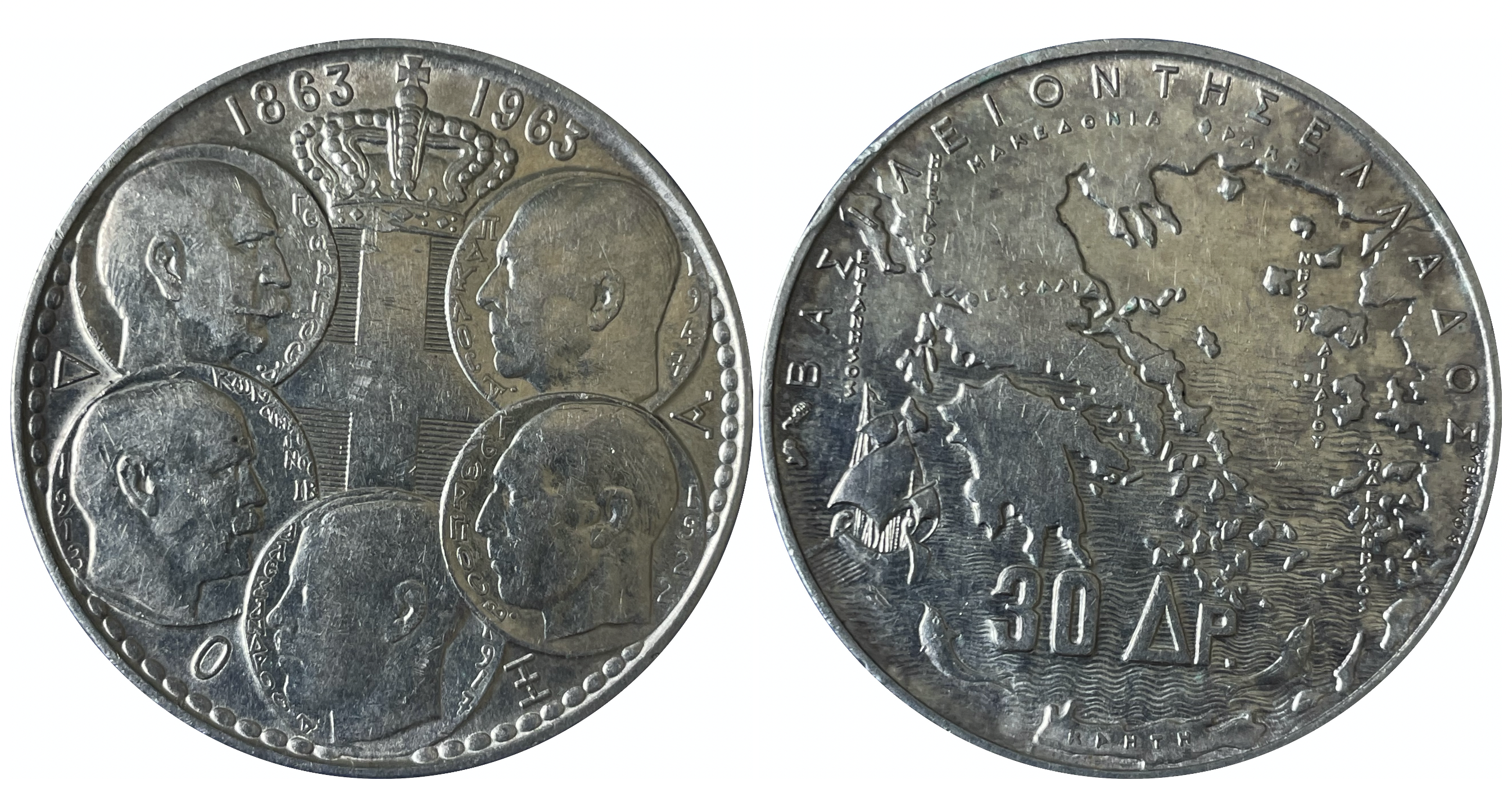
Xu bạc: 30 drachma năm 1963, kỷ niệm trăm năm của Nhà Glücksburg trị vì Hy Lạp. Theo chiều kim đồng hồ từ trên xuống: Paul, George II, Alexander, Constantine I và George I.

Chế độ quân chủ lập hiến của Hy Lạp đã bị một Chính phủ quân quản soán ngôi trong một cuộc đảo chính vào năm 1967 và gia đình hoàng gia phải sống lưu vong. Sau sự sụp đổ của chế độ độc tài quân sự vào năm 1974, 69,18% số phiếu được ghi nhận trong cuộc trưng cầu dân ý cộng hòa chống lại sự phục hồi của chế độ quân chủ.

## Na Uy

Vương huy của Vua Na Uy

Năm 1905, Vương tử Carl của Đan Mạch trở thành quốc vương độc lập đầu tiên của Na Uy sau 518 năm, lấy tên là Haakon VII. Cha của ông là Vua Frederick VIII của Đan Mạch, và một trong những người chú của ông là Vua Georgios I của Hy Lạp.
| Ảnh | Tên        | Sinh-mất    | Trị vì      | Các tước hiệu khác                                                                                                 |
| --- | ---------- | ----------- | ----------- | --- |
|     | Haakon VII | 1872 – 1957 | 1905 –1957  | Vương tử của Đan Mạch Hoàng tử của Schleswig-Holstein-Sonderburg-Glücksburg                                        |
|     | Olav V     | 1903 – 1991 | 1957 – 1991 | Vương tôn của Đan Mạch Hoàng tử của Schleswig-Holstein-Sonderburg-Glücksburg                                       |
|     | Harald V   | 1937 – nay  | 1991 – nay  | Vương tằng tôn Đan Mạch Hoàng tử của Schleswig-Holstein-Sonderburg-Glücksburg Nhà vô địch thế giới môn chèo thuyền |

Người thừa kế rõ ràng là Thái tử Haakon của Na Uy (sinh năm 1973). Xem thêm tại Danh sách kế vị ngai vàng hoàng gia Na Uy.

## Iceland

Vương quốc Iceland

Năm 1918, Iceland được nâng từ một tỉnh tự trị của Đan Mạch thành Vương quốc Iceland. Christian X của Đan Mạch sau đó là Vua của Đan Mạch và Iceland cho đến năm 1944, khi Iceland giải thể liên minh cá nhân giữa hai quốc gia.
| Ảnh        | Tên        | Sinh-mất  | Trị vì    | Tước vị khác |
| ---------- | ---------- | --------- | --------- | --- |
| Kristjàn X | Kristján X | 1870–1947 | 1918–1944 | Vua của Đan Mạch Vua của người Wend Vua của người Goth Công tước của Schleswig, Holstein, Stormarn, Dithmarschen, Lauenburg và Oldenburg |

Người thừa kế rõ ràng là con trai của ông Frederik IX của Đan Mạch (1899–1972).

## Vương quốc Anh

Huy hiệu của Thân vương xứ Wales

Năm 1947, Vương tôn Philippos của Hy Lạp và Đan Mạch (người đã từ bỏ các tước vị của mình và lấy họ là Mountbatten khi trở thành thần dân Anh, sau cuộc hôn nhân với Vương nữ Elizabeth) và được trao tước vị Công tước xứ Edinburgh bởi cha vợ của mình, Vua George VI. Con cháu trong dòng dõi nam giới của ông với Nữ vương Elizabeth II, theo sắc lệnh, thuộc về Vương tộc Windsor và sử dụng "Mountbatten-Windsor" làm họ, khi cần thiết. Hai mươi ba vị trí đầu tiên trong hàng kế vị ngai vàng Anh do hậu duệ của Công tước nắm giữ.
| Ảnh | Tên                              | Sinh-mất  | Trị vì    | Tước vị khác |
| --- | -------------------------------- | --------- | --------- | --- |
|     | Philippos của Hy Lạp và Đan Mạch | 1921–2021 | 1947–2021 | Bá tước xứ Merioneth Nam tước xứ Greenwich                                                                                       |
|     | Charles III                      | 1948–     | 2021–     | Bá tước xứ Chester Công tước xứ Cornwall Công tước xứ Rothesay Công tước xứ Edinburgh Bá tước xứ Merioneth Nam tước xứ Greenwich |

Người thừa kế là William, Thân vương xứ Wales (sinh năm 1982).